# Tolimacoceras colombianus
Tolimacoceras colombianus (лат.) — вид вымерших головоногих моллюсков из семейства Vascoceratidae подкласса аммонитов, единственный в роде Tolimacoceras. Ископаемые остатки были обнаружены в верхнемеловых отложениях Колумбии.

## Этимология
Родовое название дано в честь департамента Толимы, где были найдены остатки аммонита, с добавлением корня лат. ceras — «рог», обычного для подкласса. Видовое название указывает на место обнаружения ископаемых остатков — Колумбию.

## История изучения
Был описан Уильямсом Джеймсом Кеннеди по ископаемым остаткам, найденным в нижнетуронских отложениях департамента Толимы, в 2018 году в журнале «Cretaceous Research», где были описаны два новых рода аммонитов из нижнего турона Толимы: Tolimacoceras и Reymenticoceras.